# Jüdisch-palästinisches Aramäisch
Das jüdisch-palästinische Aramäisch (auch galiläisches Aramäisch, hebräisch ארמית גלילית) ist ein mittelwestaramäischer Dialekt und gehört somit zum nordwestlichen Zweig der semitischen Sprachen. Die nächstliegenden sprachlichen Idiome sind das samaritanische Aramäisch und das christlich-palästinische Aramäisch.
Nach der Niederschlagung des Bar-Kochba-Aufstandes 135 n. Chr. verlagerte sich das Zentrum jüdischer Gelehrsamkeit im Lande Israel zunächst nach Galiläa. Der dortige Dialekt wurde somit zur Standardsprache der Rabbinen. Er findet sich im Jerusalemer Talmud, in den Targumim sowie in einigen Midraschim. Seit einigen Jahren sind auch mehrere Pijjutim in diesem Dialekt veröffentlicht. Daneben gibt es einige wenige Inschriften. Mit der arabischen Eroberung des Landes im 7. Jahrhundert wurde das Aramäische der Region zunehmend vom Arabischen verdrängt und blieb schließlich nur noch schriftlich in Gebrauch. Zunehmend bestimmte aber die babylonische Diaspora die jüdische Gelehrsamkeit und damit gewann das jüdisch-babylonische Aramäisch größere Bedeutung. In der Folge drangen zahlreiche Schreibungen und Formen des babylonischen Dialektes in die Texte ein, was die Erforschung des jüdisch-palästinischen Aramäischen lange Zeit erschwerte. Einen großen Zuwachs an nicht oder nur wenig korrumpierten Texten brachte die Entdeckung der Kairoer Geniza.

## Orthographie
Zu den markantesten Merkmalen in der Orthographie zählt die Schreibung von auslautendem /a/ mit He statt mit Aleph. Originales Waw wird häufig mit Beth geschrieben, z. B. הבת ‚sie war‘ anstelle von הות.

## Morphologie
Folgende Besonderheiten weist das jüdisch-palästinische Aramäisch im Vergleich mit den übrigen aramäischen Dialekten auf: Die 1. Person Singular erhält im Imperfekt das Präfix -נ n-. Die 3. Person Plural Perfekt endet männlich auf ון- -un, weiblich auf ין- -in. Der Infinitiv im pe'al hat /o/ in der zweiten Silbe. Das Objektsuffix der 1. Person Singular ist י- -i.

## Lexikon
Durch die hellenistische Prägung der Levante und die Zugehörigkeit zum Römischen Reich drangen zahlreiche Gräzismen und Latinismen in das jüdisch-palästinische Aramäisch ein, insbesondere im Bereich der Verwaltung und des Rechts sowie des Militärwesens, z. B. פולמוס ‚Krieg‘ von griechisch πόλεμος oder פטרון ‚Schutzherr‘ von lateinisch patronus. Die lateinischen Wörter sind dabei zumeist über das Griechische vermittelt.